# Penonomé
Penonomé est la capitale de la province de Coclé du Panama. 

## Situation
Penonomé est située sur la rivière Zaratí dans le centre de la province. 
Sa population était de 21 748 habitants en 2010. Elle a une forte croissance démographique.

## Historique
L'origine du nom de la ville vient des mots "penó Nomé". Nomé était un chef indien d'une tribu locale, qui fut mis à mort par les colonisateurs espagnols. « Penó Nomé » signifie « Nomé fut exécuté ».

## Personnalités
- Arnulfo Arias (1901-1988) président du Panama y est né.
- Alcibíades Arosemena (1883-1958) président du Panama y est né.
- Ezequiel Fernández (1886-1946) président du Panama y est né.
- Harmodio Arias Madrid (1886-1962) président du Panama y est né.
- Ramón Maximiliano Valdés (1867-1918) président du Panama y est né.